# Рим-Погорільська дача
Рим-Погорі́льська да́ча  — лісовий заказник місцевого значення. Розташований на захід від села Радомка Семенівського району Чернігівської області.

## Загальні відомості
Лісовий заказник місцевого значення «Рим-Погорільська дача» створений рішенням Чернігівського облвиконкому від 17 липня 1991 року № 159.
Заказник «Рим-Погорільська дача» загальною площею 572 га розташовано в Семенівському держлісгоспі на землях Радомського лісництва кв. 23, 25, 27, 28, 36, 37, 40, 41, 43, 44.

## Завдання
Основним завданням лісового заказника місцевого значення «Рим-Погорільська дача» є збереження ділянки соснових насаджень віком 90 років.
- проведення наукових досліджень і спостережень;
- підтримання загального екологічного балансу в регіоні;
- поширення екологічних знань тощо.